# Gustav Raupenstrauch
Gustav Adolf Raupenstrauch (* 21. Juni 1859 in Bistritz, Siebenbürgen; † 21. April 1943 in Wien) war ein österreichischer Erfinder und Apotheker.

## Leben
Gustav Raupenstrauch, Sohn des siebenbürgisch-sächsischen Pfarrers ev. A.B. Michael Gottfried Raupenstrauch (1823–1906) und dessen Ehefrau Luise, geb. Streiffert (1824–1912), machte nach dem Besuch des Untergymnasiums eine Lehre an der Stadtapotheke Bistritz, schloss dann aber nach fünf Jahren das Gymnasium ab und studierte Pharmazie an der Universität Wien (1886 Dr. phil.). Er war als Abteilungsleiter bei der chemischen Versuchsstation und der Lebensmitteluntersuchungsanstalt in Wiesbaden tätig. Dort entwickelte er 1889 das Lysol. Dafür verwendete er rohe Karbolsäure, ein Gemisch aus Phenol und isomeren Methylphenolen, die aus Steinkohlen- und Buchenholzteer gewonnen werden. In Verbindung mit Kali-Schmierseife konnte er das wasserlösliche Mittel herstellen, das noch im selben Jahr patentiert wurde. 1890 wechselte er zu der neu gegründeten Firma Schülke & Mayr in Hamburg, die sich auf die Produktion von Lysol konzentrierte. 1892 übernahm er die Leitung der Wiener Niederlassung, die er 1896 erwarb, verselbständigte und weiter ausbaute. Er wurde am evangelischen Teil des Wiener Zentralfriedhof bestattet.  Nach ihm ist in Wien, Bezirk 19 (Nussdorf), seit 18. Oktober 1979 die „Adolf-Raupenstrauch-Gasse“ benannt.